# سيمون أدو
سيمون أدو (بالإنجليزية: Simon Addo)‏ هو لاعب كرة قدم غاني في مركزي حراسة المرمى ومدرب، ولد في 11 ديسمبر 1974 في أكرا في غانا. شارك مع منتخب غانا لكرة القدم. أما مع النوادي، فقد لعب مع أشانتي غولد.

## وصلات خارجية
- سيمون أدو على موقع الاتحاد الدولي (مؤرشف)  (الإنجليزية)
- سيمون أدو على موقع قاعدة بيانات كرة القدم.إي يو (الإنجليزية)
- سيمون أدو على موقع ناشيونال فوتبول تيمز (الإنجليزية)
- سيمون أدو على موقع عالم كرة القدم.نت (الإنجليزية)
- سيمون أدو على موقع اللجنة الأولمبية الدولية (الإنجليزية)
- سيمون أدو على موقع أوليمبيديا (الإنجليزية)